# Trouville-la-Haule
Trouville-la-Haule település Franciaországban, Eure megyében. Lakosainak száma 754 fő (2022. január 1.). Trouville-la-Haule Petiville, Le Perrey, Tocqueville, Aizier és Vieux-Port községekkel határos.

## Népesség
A település népessége az elmúlt években az alábbi módon változott:
| Lakosok száma | 571  | 623  | 676  | 714  | 774  | 774  | 767  | 762  | 756  | 754  |
|               | 1968 | 1982 | 1990 | 2006 | 2013 | 2015 | 2017 | 2019 | 2020 | 2022 |